# Sigurd el Fuerte
Sigurd digri Hlodvisson (960-23 de abril de 1014, en los anales irlandeses también Siucraid mac Loduir), más popularmente conocido como Sigurd el Fuerte, fue un caudillo vikingo y jarl de las Orcadas y Caithness. La fuente principal que hace mención sobre su vida es la saga Orkneyinga, escrita dos siglos después de su muerte, donde aparece como señor de amplias áreas en las Hébridas, Escocia e Irlanda que devolvió a los granjeros de las Orcadas los derechos sobre la tierra como bóndi; y se cita en los últimos capítulos de la saga de Njál, donde se exponen los preparativos, alianzas, desarrollo y anécdotas sobre la batalla de Clontarf.
La saga Orkneyinga menciona que Sigurd era hijo de Hlodvir Thorfinnsson, uno de los cinco hijos de Thorfinn Einarsson, y Eithne, hija de Kjarvalr Írakonungr (según las sagas nórdicas, un rey de Irlanda) —Cerball mac Dúnlainge, rey de Osraige, que falleció en 888. Hlodvir murió en su lecho y Sigurd le sucedió como jarl.
Ljot Thorfinnsson, el tío de Sigurd, había muerto en batalla contra el reino de Alba, y Sigurd tuvo pronto que enfrentarse a nuevos conflictos con sus vecinos del sur. Un jarl de Finnleik dirigió un ejército contra él que superaba en siete a uno a los hombres de Sigurd. La saga recoge la famosa respuesta de la madre de Sigurd cuando fue a visitarla y pedirle consejo:

Yo hubiera hecho más lana para mi canasta,

si supiera que tú vivirías para siempre,

y la suerte decide sobre la vida de un hombre,

y no las circunstancias.

Es mejor morir con honor que vivir con deshonor.

Recibe el estandarte que he hecho con

mi completo conocimiento, y espero que será triunfante antes de quien lo porte,

pues será amargo para quien lo sustenta.

El estandarte del cuervo funcionó como dijo la madre de Sigurd: él venció pero aquel que portaba la enseña cayó en combate.
Según la Saga de Njál del siglo XIII, Gormflaith apremió a su hijo, Sigtrygg Silkiskegg a que consiguiera que Sigurd luchase contra su primer marido, Brian Ború:

...ella le envió al jarl Sigurd solicitando apoyo... Sigtrygg navegó de vuelta a Irlanda y le dijo a su madre que el jarl se le había unido.

Otra fuente escrita irlandesa del siglo XII, Cogad Gáedel re Gallaib, registra los acontecimientos de la batalla de Clontarf en 1014. Los «extranjeros y hombres de Leinster» estaban liderados por Brodir de la Isla de Man y Sigurd, y el enfrentamiento duró todo el día. Aunque Brian había muerto en la batalla, los irlandeses empujaron como último recurso a los enemigos hacia el mar, donde murió el mismo Sigurd (aquí citado como Siucraid mac Loduir).

## Herencia
Sigurd tuvo tres relaciones con personas de nombre desconocido, pero dejó cinco hijos de dos de ellas: 
- Una dama anónima:
  - Brusi Sigurdsson
  - Sumarlidi Sigurdsson
  - Einar Sigurdsson
  - Hlodvir Sigurdsson (990-997)

- Una dama escocesa, posiblemente Donalda, hija de Malcolm II de Escocia:
  - Ellen Sigurdsdatter (n. 1007)
  - Thorfinn el Poderoso

Todos los varones ostentaban el título de jarl de las Orcadas.